# The Lego Movie 2 Videogame
A The Lego Movie 2 Videogame Lego-témájú akció-kaland videójáték, melyet a Traveller’s Tales fejlesztett és a Warner Bros. Interactive Entertainment adott ki. A Lego-kaland 2.-t veszi alapjául, és a közvetlen folytatása a The Lego Movie Videogame-nek. A játék nem sokkal a film megjelenése után, 2019. február 26-án jelent meg Windowsra, Nintendo Switch-re, PlayStation 4-re és Xbox One-ra, illetve 2019. március 14-én macOS-re.

## Játékmenet
A játék a Lego Worlds-ből kölcsönöz játékelemeket, illetve további karakterek és kifinomultabb harcolási mechanika van benne, emellett még az első játékból is tartalmaz funkciókat. Mindkettő filmből vannak benne világok és karakterek. A játékosok különböző építményeket építenek annak érdekében, hogy új pályákat érjenek el.
2019. április 18-án adták ki a "Galactic Adventures" DLC-t a játékhoz, ami három új pályát ad hozzá a játék történetéhez, mint például a jövőbeli Emmet felemelkedése, hogy Rex Nemremex legyen belőle és Mayhem segítségnyújtása az Igazság Ligájának.

## Fejlesztés és kiadás
2018. november 27-én jelentették be hivatalosan, hogy a The Lego Movie Videogame kap egy folytatást, csak úgy, mint A Lego-kaland. Az első előzetes 2019. január 23-án jelent meg.
2019. február 26-án adták ki, kettő héttel A Lego-kaland 2. megjelenése után, Microsoft Windows-ra, PlayStation 4-re, Xbox One-ra és a Nintendo eShopban, illetve 2019. március 26-án Nintendo Switch-re fizikálisan.

## Fogadtatás
A Metacritic-en a The Lego Movie 2 Videogame Nintendo Switch verziója 9 értékelésből 56 ponttal rendelkezik a 100-ból.

## Fordítás
- Ez a szócikk részben vagy egészben  a   The Lego Movie 2 Videogame című angol Wikipédia-szócikk ezen változatának fordításán alapul.  Az eredeti cikk szerkesztőit annak laptörténete sorolja fel. Ez a jelzés csupán a megfogalmazás eredetét és a szerzői jogokat jelzi, nem szolgál a cikkben szereplő információk forrásmegjelöléseként.